# David Uher
David Uher (* 29. června 1970, Frýdek-Místek) je český sinolog a vysokoškolský pedagog.

## Kariéra
V roce 1994 absolvoval sinologii na Filozofické fakultě Univerzity Karlovy v Praze diplomovou prací O čínských rytířích. Od října téhož roku pracoval v kabinetu Dálného východu při katedře romanistiky filozofické fakulty Univerzity Palackého v Olomouci. V letech 1998–2002 absolvoval postgraduální studium na Nankingské univerzitě v ČLR, obor čínská filologie se zaměřením na dějiny čínské lingvistiky, kde obhájil práci Výklad významu obrysových a rozbor struktury odvozených znaků: teorie, etymologie a kultura. V roce 2002 se stal prvním vedoucím nově vzniklé katedry asijských studií filozofické fakulty Univerzity Palackého v Olomouci. Habilitoval se v oboru Lingvistika konkrétního jazyka Asie na filozofické fakultě Univerzity Karlovy v Praze v roce 2016. 4. 3. 2024 bylo na Masarykově Univerzitě v Brně zahájeno řízení ke jmenování profesorem v oboru obecná a diachronní lingvistika. Doc. Uher prokázal, že je vědeckou osobností, které může být hodnost profesor udělena. Proto byl na návrh vědecké rady MU Brno David Uher dne 16. 6. 2025 jmenován profesorem na základě dekretu uděleného prezidentem republiky.

## Publikační činnost
Je žákem prof. PhDr. Oldřicha Švarného, CSc. (1920–2011), s nímž spolupracoval na Úvodu do studia hovorové čínštiny (UP 1997, 2. vyd. 2001) a Hovorové čínštině v příkladech I-IV (UP 1998). Byl členem autorského kolektivu, který pod vedením prof. PhDr. Jiřího Černého, CSc. zpracoval encyklopedii Kdo je kdo v dějinách české lingvistiky (Libri 2008). Ve své odborné práci se zaměřuje na čínskou grammatologii (Hanská grammatologie, UP 2013) a fonologii (zejména prosodii) moderní čínštiny (Prozodická gramatika čínštiny, UP 2014). Je spoluautorem Učebnice čínských znaků (UP 2005) a hlavním autorem Učebnice čínské konverzace (I. Leda 2007, II. Leda 2016). S mgr. Terezou Slaměníkovou, Ph.D. je autorem odborné monografie Svět v sinogramech (UP 2022). V letech 2011–2022 byl vedoucím redaktorem jediného orientalistického časopisu uveřejňovaného na vysokých školách v České republice - Dálný východ. V letech 2007–2012 zastával také funkci prvního českého ředitele Konfuciovy akademie Univerzity Palackého v Olomouci.

### Články
- s Terezou Slaměníkovou: Conversion Methods for Star Wars Animal Names into Chinese. Studia Orientalia Slovaca 2020, 2, pp. 31–51. ISSN 1336-3786.
- O rytířské literatuře. Dálný východ 2019, 2, pp. 71–85. ISSN 1805-1049.
- s Terezou Slaměníkovou: Prozodická charakteristika textu: připravenost a spontánnost mluveného projevu. Dálný východ 2019, 1, pp. 104–122. ISSN 1805-1049.
- Longum iter est per praecepta, breve et effi cax per exempla. Dálný východ 2019, 1, pp. 8–13. ISSN 1805-1049.
- Konfucius v zrcadle Výkladu znaků [Confucius reflected in Shuo Wen Jie Zi]. Dálný východ 2018, 1, pp. 42–68. ISSN 1805-1049.
- Okcidentalismus v překladech názvů amerických filmů do čínštiny. Dálný východ 2018, 2, pp. 31–36. ISSN 1805-1049.
- Čínské bušidó. Dálný východ 2017, 1, pp. 61–83. ISSN 1805-1049.
- s Terezou Slaměníkovou: Rowan Atkinson zpívající, orientalizující. Dálný východ 2017, 2, p. 7–18. ISSN 1805-1049.
- Foreign Currency Names in Chinese. Knowledge for Market Use 2017: People in Economics – Decisions, Behaviour and Normative Models. Olomouc: Univerzita Palackého 2017, pp. 578-584. ISBN 978-80-244-5233-3.
- The rhythmic structure of sentences in the Textbook of Chinese Conversation. China & the World Cultural Exchange 2016, 211, 5, pp. 25-28. ISSN 1004-5015.
- Hànyǔ Huìhuà Kèběnzhōng jùz d yùnlǜ jiégòu 《汉语会话课本》中句子的韵律结构 [The rhythmic structure of sentences in the Textbook of Chinese Conversation]. Zhōng-Wài Wénhuà Jiāoliú 中外文化交流 [China & the World Cultural Exchange] 2016, supplementary, pp. 16–18. ISSN 1004-5007.
- Prameny hanské mytologie: Výklad znaků. Dálný východ 2016, 2, pp. 109–125. ISSN 1805-1049.
- Prozodická analýza monologu. Dálný východ 2015, 2, pp. 104–115. ISSN 1805-1049.
- Lùn Tóngyuán Zìdiǎn duì qiánrén d jìchéng论《同源字典》对前人的继承 [Legacy of Chinese Linguistics in the Dictionary of Cognates]. Dálný východ 2013, 1-2, pp. 139-146. ISSN 1805-1049.
- On Qing Grammatology – Biography of Duan Yucai (1735-1815). Dálný východ 2012, 2, pp. 48-68. ISSN 1805-1049.
- Hàn-Jié chēnghu bǐjiào汉捷称呼比较 [Addressing in Czech and Chinese languages: comparison]. Dálný východ 2011, 1, pp. 4–12. ISSN 1805-1049.
- Trends in the Development of Science Fiction Literature in Taiwan. Anthropologia Integra. Časopis pro obecnou antropologii a příbuzné obory 2010, 1, pp. 63–70. ISSN 1804-6657.
- Zvířecí determinativy v čínském písmu. In Olivová, Lucie (ed.): Zvířecí mýty a mytická zvířata [Animal Myths and Mythical Animals]. Praha: Academia 2010, pp. 106–126. ISBN 978-80-200-1815-1.
- Determinativ božský ve Výkladu významu základních a vysvětlení struktury složených znaků. In Studia Orientalia Slovaca 2008, VII, pp. 97–109. ISSN 1336-3786.
- Postava „učitele“ orientalizovaná vědecko-fantastickými filmy. In Pecha, Lukáš (ed.): Orientalia Antiqua Nova VIII. Plzeň: Adela – Grafické Studio 2008, pp. 412–428. ISBN 978-80-87094-13-6.
- s Inoue Kazuyukim: Classification of the most frequent verbs in Sima Qian’s Records of Historian (Biographies). Social System Review 2008, 2, pp. 1–14. ISSN 1347-1961.
- Doslov. In Stočes, Ferdinand: Nebešťan na Zemi vyhnaný. Život a dílo Li Poa (701762). Praha: Mladá fronta 2007, pp. 391–401. ISBN 978-80-204-1451-9.
- Gramatolog Duan Yucai段玉裁 (1735 – 1815). Studia Orientalia Slovaca 2007, 6, 203–224. ISSN 1336-3786.
- Six Categories of Chinese Characters. In Pecha, Lukáš (ed.): Orientalia Antiqua Nova V. Plzeň: Aleš Čeněk 2005, pp. 125–137. ISBN 80-86898-58-X.
- Prof. PhDr. Oldřich Švarný, CSc. – pedagog. Studia Orientalia Slovaca 2005, 4, pp. 275-280. ISSN 1336-3786.
- Usage ot The Meaning Explanation of the Primary Characters and Structure Analysis of Secondary Characters in Chinese language teaching. In Felner, Rostislav (ed.): Fragmenta Ioannea Collecta Supplementum 2005 The International Conference on Education New Perspectives in Cognitive and Intercultural Learning: from Preschool Education to Information Society. Mezinárodní pedagogicka koference Nové perspektivy v kognitivním a interkulturním vzdělávání: od předškolní výchovy k informační společnosti. Svatý Jan pod Skalou: Centrum ekologického výzkumu a výchovy ve Svatém Janu pod Skalou 2005, 445-470. ISSN 1214-5041.
- Xu Shen a počátky čínské gramatologie. In Studia Orientalia Slovaca 2005, 4, pp. 247-262. ISSN 1336-3786.
- Čínské znakové písmo – lingua franca Dálného východu. In Letavajová, Silvia: Globalizácia versus identita v stredoeurópskom priestore. Zborník z II. medzinárodnej konferencie doktorandov a mladých vedeckých pracovníkov [Globalisation vs. Identity in Middle Europe Territory. Proceedings of the 2nd Conference of  PhD. Students and Young Scientiests]. Trnava: Univerzita sv. Cyrila a Metoda v Trnave, Filozofická fakulta 2004, pp. 250-257. ISBN 80-89034-84-5.
- Shuo Wen Jie Zi zai di er Hanyu jiaoxue zhong d weizhi yu yingyong 《说文解子》在第二汉语教学中的位置与应用 [Position and usage of The Meaning Explanation of the Primary Characters and Structure Analysis of Secondary Characters in Chinese as a foreign language teaching]” In Yunnan Shifan Daxue Xuebao – Duiwai Hanyu Jiaoxue yu Yanjiu Ban《云南师范大学学报——对外汉语教学与研究班》 [Papers of Pedagogical University in Yunnan – Chinese as Foreign Language Teaching and Research Edition] 2004, 4, pp. 102-105. ISSN 1672-1306 CN53-1183/G4.
- Wei Cheng zhinei – Tváře za zdí 围城之内 [Faces behind the Wall]. In Štreit, Jindřich: Tváře za zdí [Faces behind the Wall]. Sedliště ve Slezsku: Lašské muzeum a galerie a Čínský kulturní institut 2003, pp. i-ii. ISBN 80-239-1330-1.
- Gu Yindu, gu Xila yu Zhongguo gudai yuyanxue bijiao 古印度、古希腊与中国古代语言学比较 [A comparation of ancient linguistics in Old India, Greece and China]. Gu Hanyu Yanjiu《古汉语研究》 [Research on Classical Chinese] 2000, 2, pp. 19-23. ISSN 1001-5442.

### Překlady
- Pátrání po věcech nadpřirozených [In Search of the Supernatural: The Written Records]. In: Král, Oldřich a Jan Beran (ed.): Základní texty východních náboženství 4. Čínský, japonský a korejský taoismus [Anthology of Eastern Religions 4. Chinese, Japanese and Korean Taoism]. Praha: Argo 2020, p. 347–361. ISBN 978-80-2572-760-7.
- Kane, Daniel: Knížka o čínštině [The Chinese Language: Its History and Current Usage]. Mirošovice: DesertRose 2009, pp. 9, 81-140, 191, 193-200, 202, 203-207. ISBN 978-80-903296-1-4.
- Ma Cheng: Čínsky 15 minut denně. Dubicko: Infoa 2008, 160 p. ISBN 978-80-7240-586-2.
- Lanlin Xiaoxiao Sheng. Polední boj paní Pchan Ťin-lien (Zlatého lotosu) v orchidejové lázni” [A noon fight of lady Pan Jinlian in the orchid bath]. In Malina, Jaroslav (ed.): Kruh prstenu: světové dějiny sexuality, erotiky a lásky od počátků do současnosti: v reálném životě, krásné literatuře, výtvarném umění a dílech českých malířů a sochařů inspirovaných obsahem této knihy. 1, „Celý svět“ kromě euroamerické civilizace [Ring of the Ring: World History of Sexuality, Eroticism and Love from the Beginning to the Present: in Real Life, Fiction, Art and Works of Czech Painters and Sculptors inspired by the Content of this Book. 1. The whole World besides Euro-American Civilization]. Brno: Akademické nakladatelství CERM, 2007, pp. 823-824. ISBN 978-80-7204-494-8.
- Ču Si-ning: Vlčice. In Olivová, Lucie (ed.): Chuť jablek. Moderní tchajwanské povídky [Flavour of Apple. Modern Taiwanese Stories]. Praha: Brody 2006, pp. 9-51. ISBN 80-86112-26-8.
- Mistr Mo (Mocius). In Olivová, Lucie (ed.): Klenoty čínské literatury [Jewellery of Chinese Literature]. Praha: Portál 2006, pp. 35-42. ISBN 80-7367-153-0.
- Pátrání po nadpřirozených bytostech. In Olivová, Lucie (ed.): Klenoty čínské literatury [Jewellery of Chinese Literature]. Praha: Portál 2006, pp. 74-80. ISBN 80-7367-153-0.
- Sima Qian: Dějiny. In Olivová, Lucie (ed.): Klenoty čínské literatury [Jewellery of Chinese Literature]. Praha: Portál 2006, pp. 59-64. ISBN 80-7367-153-0.
- Čínština. Cestovní konverzace [Chinese. Traveler’s Phrasebook]. Dubicko: Agentura Infoa 2004, 30 p. ISBN 80-7240-338-9.
- S’-ma Čchien: Jak se disk navrátil neporušený do Středozemě. Úryvek životopisu Lien Pchoa a Lin Siang-žua, Zápisky historika, svazek 81 (dynastie Chan). In Olivová, Lucie (ed.): Nejkrásnější díla literatury staré Číny [The Finest Pieces of the Traditional Chinese Literature]. Praha: Velvyslanectví Čínské lidové republiky v České republice 2004, pp. 15-18.
- Čínština [Chinese]. In Asijský tlumočník. 8 významných jazyků Asie [Asian Phrasebook. 8 Imporatant Languages of Asia]. Dubicko: Agentura Infoa 2003, pp. 17-32. ISBN 80-7240-249-8.
- Xu Shen: Doslov k Výkladu významu základních a vysvětlení struktury složených znaků. Studia Orientalia Slovaca 2002, 1, pp. 43-54. ISBN 80-89058-05-1.
- Jieke Yirui Qi’erni [捷克]伊瑞·奇尔尼[Czech Republic, Jiří Černý] Yuyanxue qian shiqi语言学史前时期” [Prehistory of Linguistics] In鲁同群、刘乃华 Lu Tongqun, Liu Naihua (ed.): Duiwai Hanyu Jiaoxue d Lilun yu Shijian《对外汉语教学的理论与实践》[Theories and Practices in Chinese as a Foreign Language Teaching]. Nanjing. Nanjing Shifan Daxue Chubanshe 2000, pp. 264-279. ISBN 7-81047-575-4/H.62.